# 愛情夢
〈愛情夢〉（英語：Dream of Love）是《探險活寶》第四季的第4集。在卡通頻道2012年4月23日播出。本集以阿寶和老皮為主角。在這一集裡，豬先生向樹鼻妹求婚，但他們過親熱讓很多人不舒服。所以暫時分開，但由於他們愛的力量才被准許團聚。